# Verkehr in St. Helena, Ascension und Tristan da Cunha

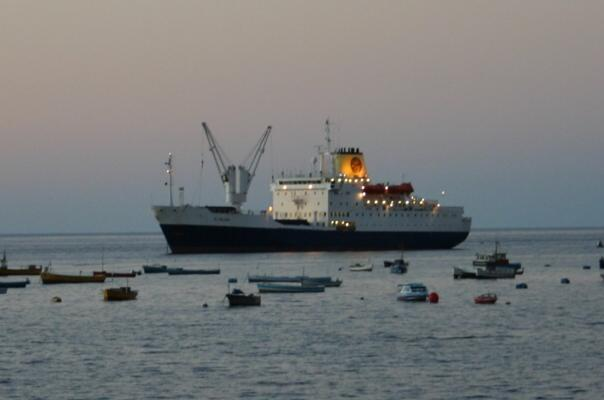
St. Helena

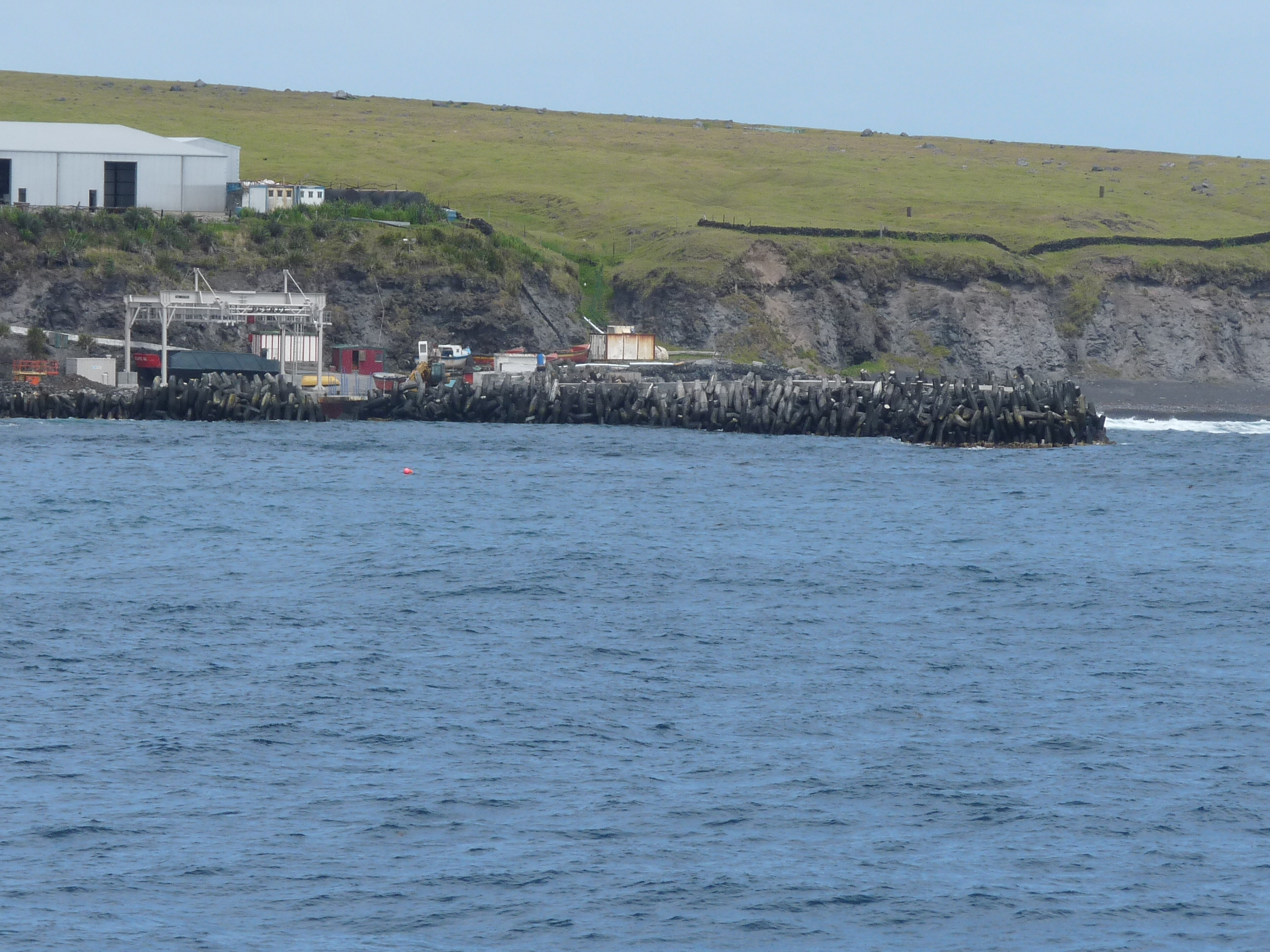
Calshot Harbour, Tristan da Cunha

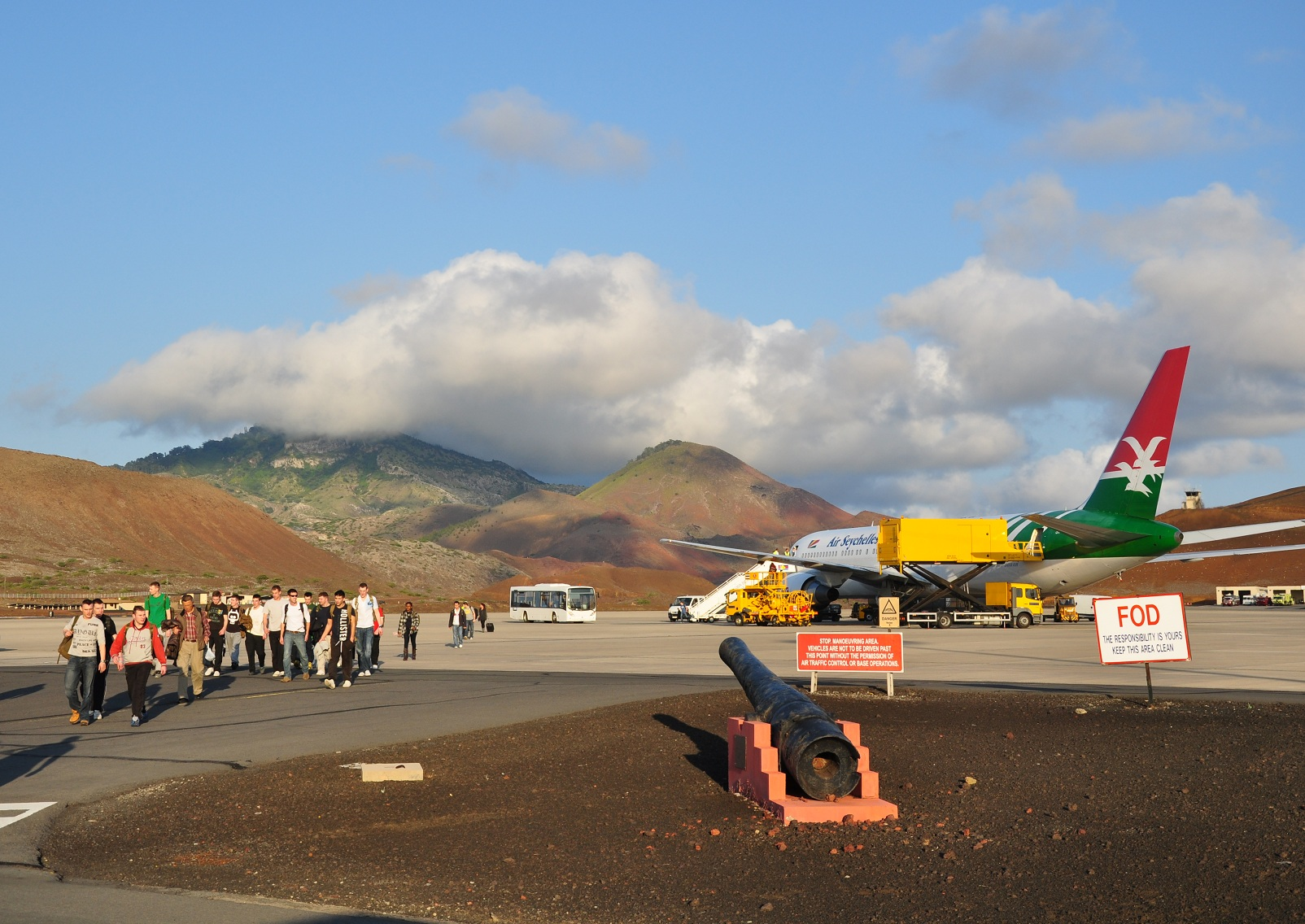
Wideawake-Flugfeld, Ascension

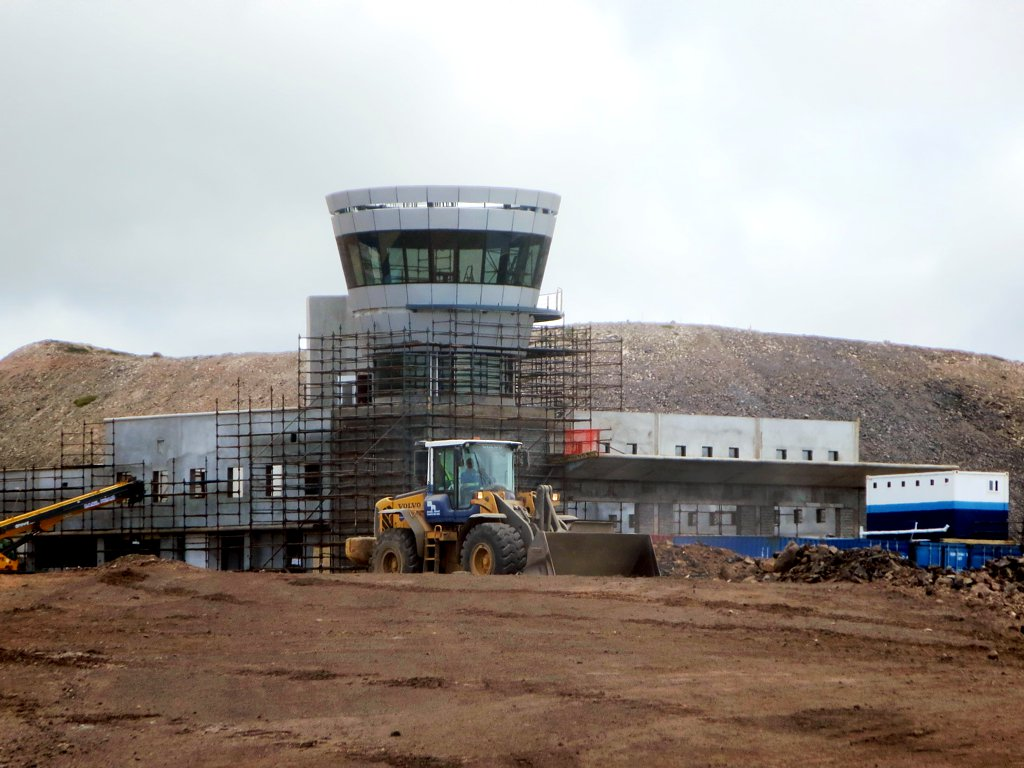
Flughafen St. Helena (2014)

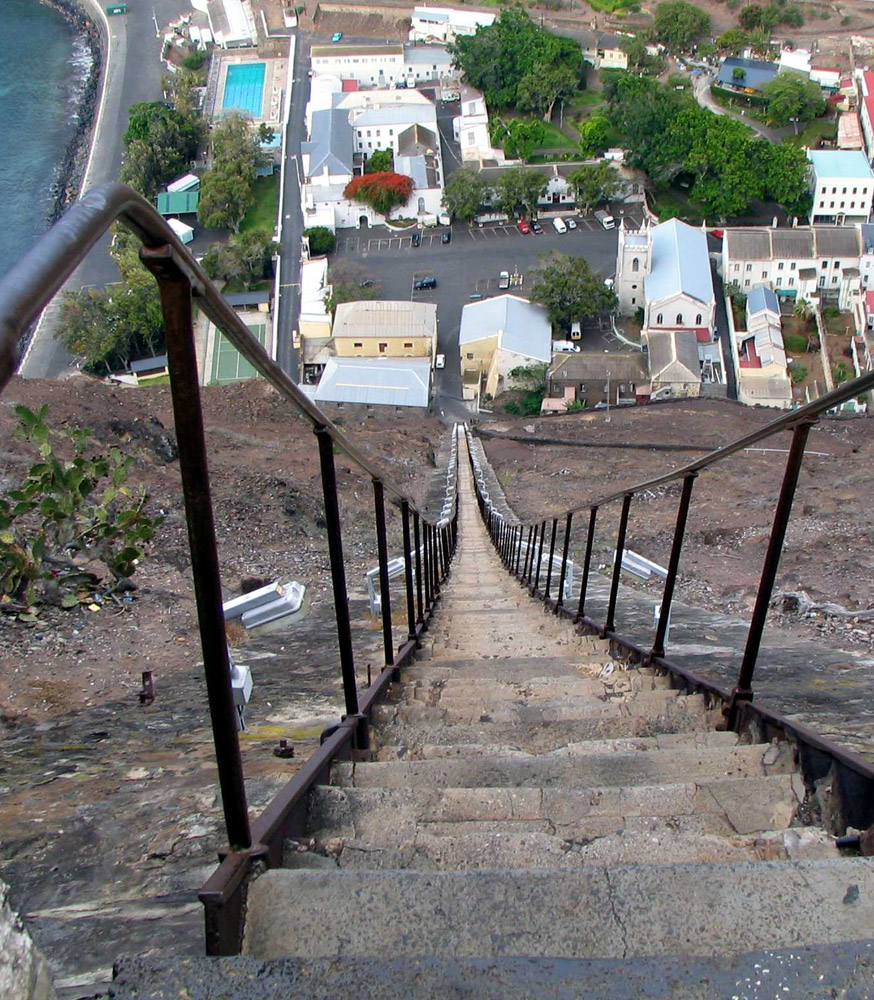
Jakobsleiter, ehemalige Schienenseilbahn, St. Helena

Dieser Artikel behandelt den Verkehr in St. Helena, Ascension und Tristan da Cunha, das heißt alle Formen des Verkehrs in dem Britischen Überseegebiet St. Helena, Ascension und Tristan da Cunha.

## Straßenverkehr
Die Insel St. Helena verfügt über ein 138 Kilometer langes Straßennetz, bestehend aus 118 Kilometern befestigter und 20 Kilometern unbefestigter Straße. Die meisten Straßen sind einspurig, wobei der bergauf fahrende Verkehr ein Vorfahrtsrecht genießt. Für die ganze Insel gilt eine generelle Geschwindigkeitsbegrenzung von 30 Meilen pro Stunde. Auf St. Helena gibt es ein öffentliches Busnetz, das Stand Januar 2015 fünf Routen bedient, jedoch seit September 2015 ausgebaut wurde und seit März 2016 sowie Oktober 2017 zahlreiche neue Routen umfasst.
Auf Ascension befindet sich ein Straßennetz von 40 Kilometern, das durchgehend befestigt ist. Das öffentliche Transportnetz aus Bussen verfügt über vier Haltestellen (Stand 2014).
Tristan da Cunha verfügt über ein Straßennetz von 20 Kilometern, das jeweils zur Hälfte befestigt beziehungsweise unbefestigt ist. Die Insel verfügt über das wohl kleinste öffentliche Busnetz der Welt. Die einen Kleinbus umfassende Flotte steht Rentnern kostenlos zur Verfügung.

## Schifffahrt
Der Schiffsverkehr hat für Tristan da Cunha eine herausragende Bedeutung, da die Insel über keinen Flugplatz verfügt. Jegliche Güter und Reisende können die Insel nur auf dem Seeweg erreichen. Tristan da Cunha wird unregelmäßig aus Kapstadt von der Edinburgh, S. A. Agulhas II und Baltic Trader angefahren.
Die einzige regelmäßige Verbindung St. Helenas mit der Außenwelt war – bis zur Einführung des planmäßigen Flugbetriebes im Oktober 2017 – die St. Helena, die die Insel im Linienverkehr versorgte. Die St. Helena hat am 18. Februar 2018 ihren Betrieb eingestellt. Seitdem fährt die Helena als Versorgungsschiff die Insel aus Kapstadt monatlich an (Erstfahrt war im April 2017).
Das Überseegebiet verfügt über vier Häfen beziehungsweise Schiffsanleger:
- Jamestown (Anleger) auf St. Helena.
- Rupert’s Wharf im Rupert’s Valley (Hafen) auf St. Helena (seit Juni 2016).[12]
- Georgetown (Anleger) auf Ascension. Der Hafen wurde 2011 unter anderem mit einem neuen Kran modernisiert.[13]
- Calshot Harbour (Hafen)[14], Edinburgh of the Seven Seas auf Tristan da Cunha. Der Bau eines neuen Hafens war 2014 geplant. Die Idee wurde aber aufgrund der Kosten (21 Millionen Pfund Sterling) verworfen.[15]

## Flugverkehr
Mit dem Flugfeld Wideawake verfügt Ascension seit 1943 über einen Flughafen. Dieser wird vor allem militärisch genutzt, wird aber seit Oktober 2017 auch im Linienverkehr von St. Helena aus bedient.
Mit Öffnung des Flughafens St. Helena im Mai 2016 sollte die RMS St. Helena ihren Dienst einstellen. Da der Flughafen erst seit dem 14. Oktober 2017 im Linienverkehr bedient wird, hat die St. Helena bis Februar 2018 verkehrt. Der neue Flughafen wird wöchentlich von Johannesburg (Südafrika) via Windhoek (Namibia) bedient.

## Bahnverkehr
1829 eröffnete die Saint Helena Railway Company eine pferdegetriebene Schienenseilbahn von Jamestown nach Half Tree Hollow, die auch als Ladder Hill Railway (heute Jakobsleiter) bekannt war. Sie sollte vor allem dem Transport von Gütern aus dem Hafen in Jamestown zu den höherliegenden Häusern dienen. Ihr Dienst wurde 1871 eingestellt.
Ein weiteres Schienennetz wurde zur Meerwasserentsalzungsanlage im Rupert’s Valley errichtet. Einzelheiten zur Bahn sind nicht bekannt.